# Lucjan Bokiniec

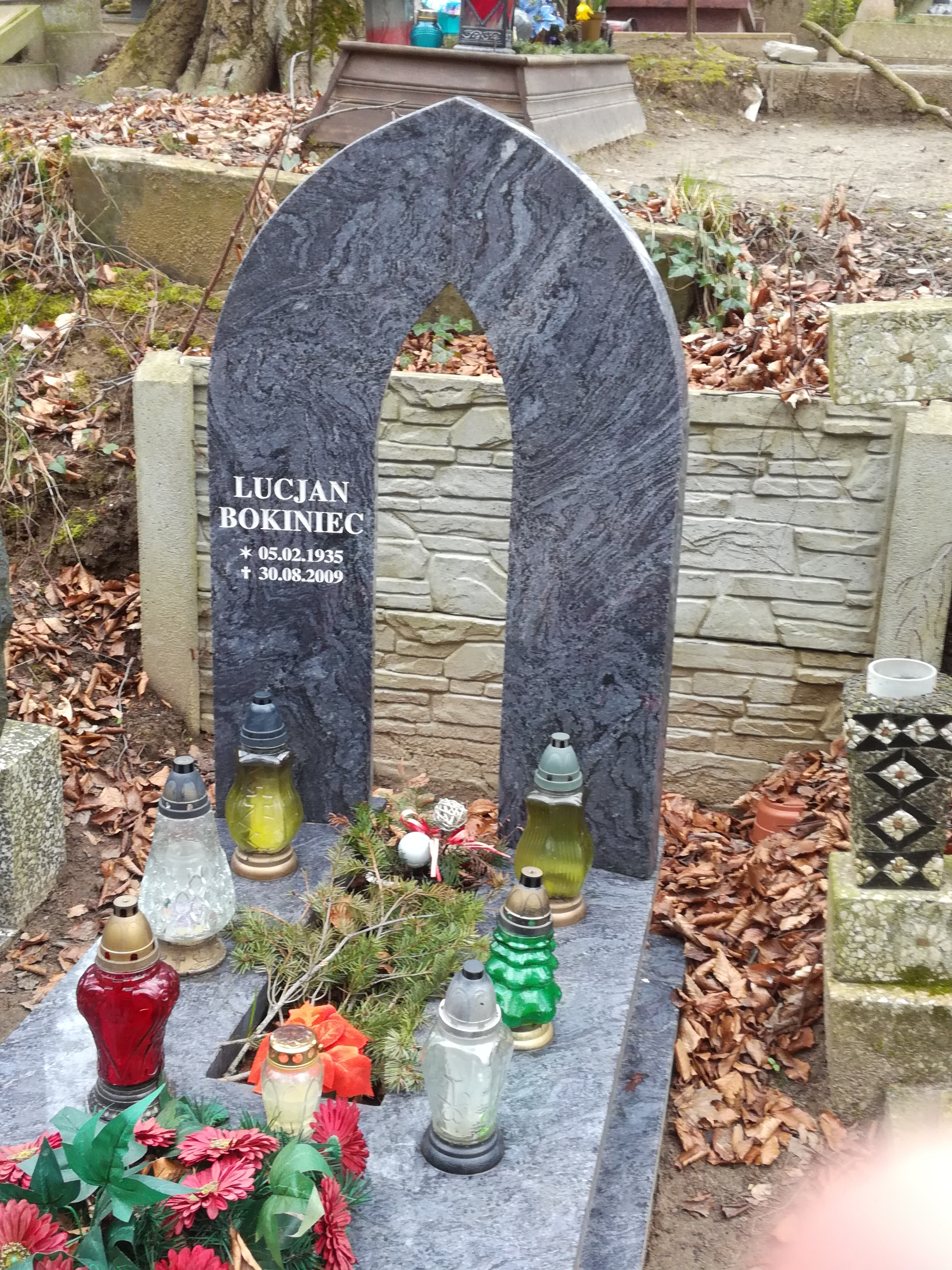
Grób Lucjana Bokińca na cmentarzu Srebrzysko (stan w kwietniu 2017)

Lucjan Bokiniec (ur. 5 lutego 1935 w Turośni Kościelnej, zm. 30 sierpnia 2009 w Gdańsku) – polski działacz kulturalny, animator życia kulturalnego na Wybrzeżu, filmowiec, doktor nauk humanistycznych, wykładowca Politechniki Gdańskiej. 

## Życiorys
Syn Antoniego. Ukończył w 1953 Szkołę Ogólnokształcącą Męską stopnia licealnego nr 2 w Białymstoku, w 1959 Wydział Łączności Politechniki Gdańskiej na kierunku łączność ze specjalnością radionawigacja. W 1955 założył w Gdańsku Dyskusyjny Klub Filmowy „Żak” (później im. Zbyszka Cybulskiego), którego był kierownikiem w latach 1958–1973. W latach 1959–1968 był prezesem Międzyuczelnianego Klubu Filmowego Żak. Był inicjatorem i organizatorem Wakacyjnego Studia Wiedzy o Filmie (1962–1972), współpracował z teatrami studenckimi Bim-Bom i Teatrzykiem To-Tu, realizował filmy dydaktyczne. Przez wiele lat należał do władz Polskiej Federacji Dyskusyjnych Klubów Filmowych, Polskiej Federacji Amatorskich Klubów Filmowych, Polskiego Stowarzyszenia Filmu Naukowego oraz rady nadzorczej Pomorskiej Fundacji Filmowej. W 1972 był pomysłodawcą i pierwszym dyrektorem Festiwalu Polskich Filmów Fabularnych w Gdańsku (obecnie w Gdyni) oraz pomysłodawcą nagrody głównej festiwalu – Złotych Lwów. Członek Stowarzyszenia Filmowców Polskich. W 1989 obronił doktorat w dziedzinie nauk humanistycznych na Uniwersytecie im. Adama Mickiewicza w Poznaniu. 
W 1971 ożenił się z Marią z domu Podgórną, nauczycielką języków obcych. Ojciec Sławomira (ur. 1972) i Moniki (ur. 1978). 
Zmarł w Gdańsku, pochowany na cmentarzu Srebrzysko (rejon V, taras II, grób 10).

## Ordery i odznaczenia
- Krzyż Oficerski Orderu Odrodzenia Polski (11 maja 2000)[1]
- Złoty Krzyż Zasługi (1977)
- Medal Komisji Edukacji Narodowej
- Medal Księcia Mściwoja II (2005)[7]
- Odznaka „Zasłużony Działacz Kultury” (1985)

Źródło:.

## Nagrody
- Nagroda Artystyczna Gdańskiego Towarzystwa Przyjaciół Sztuki w dziedzinie filmu telewizyjnego, za całokształt dokumentacji kulturalnego ruchu akademickiego, szczególności za film o „Bim-Bomie” (1996)[2]
- Nagroda Prezydenta Miasta Gdańska w Dziedzinie Kultury z okazji 50-lecia Dyskusyjnego Klubu Filmowego „Żak” im. Zbyszka Cybulskiego (2006)[8]
- Nagroda Prezydenta Miasta Gdańska w Dziedzinie Kultury z okazji jubileuszu 50-lecia Klubu Żak (2007)[8]

## Upamiętnienie
Od 2011 nagroda w Konkursie Młodego Kina (etiud studenckich) FPFF w Gdyni nosi imię Lucjana Bokińca.